# Przejście graniczne Pobiedna-Jindřichovice pod Smrkem (kolejowe)
Przejście graniczne Pobiedna-Jindřichovice pod Smrkem – polsko-czechosłowackie kolejowe przejście graniczne położone w województwie dolnośląskim, w powiecie lubańskim, w gminie Leśna, w miejscowości Pobiedna, zlikwidowane w 1945.

## Opis
Przejście graniczne Pobiedna-Jindřichovice pod Smrkem, między ówczesnymi Austro-Węgrami, a Cesarstwem Niemieckim wiązało się z planami budowy linii kolejowej między Mirskiem, a Frýdlantem, na co wpływ miało kilka czynników, w tym poprawa stosunków między obydwoma krajami, wielowiekowe węzły kulturowe oraz otwarcie w 1902 linii prywatnej Powiatowej Kolei Frýdlantu (Friedländer Bezirksbahn) do Jindřichovic pod Smrkem. Odcinek Mirsk–Pobiedna uruchomiono 19 maja 1897, a do granicy otwarto 1 listopada 1904. Posterunek służb granicznych i celnych znajdował się wówczas na stacji Jindřichovice pod Smrkem, dokąd docierały pruskie pociągi.
Przejazd zlikwidowano pierwotnie w 1939 wraz z aneksem Czechosłowacji do III Rzeszy. W 1945 tereny Dolnego Śląska przyłączono do Polski. W tym samym roku też zlikwidowano połączenia Pobiedna–granica państwa wraz z przejściem granicznym. Niejasne są natomiast okoliczności rozbiórki połączenia.

## Galeria

Przejście graniczne Pobiedna-Jindřichovice pod Smrkem (kolejowe)
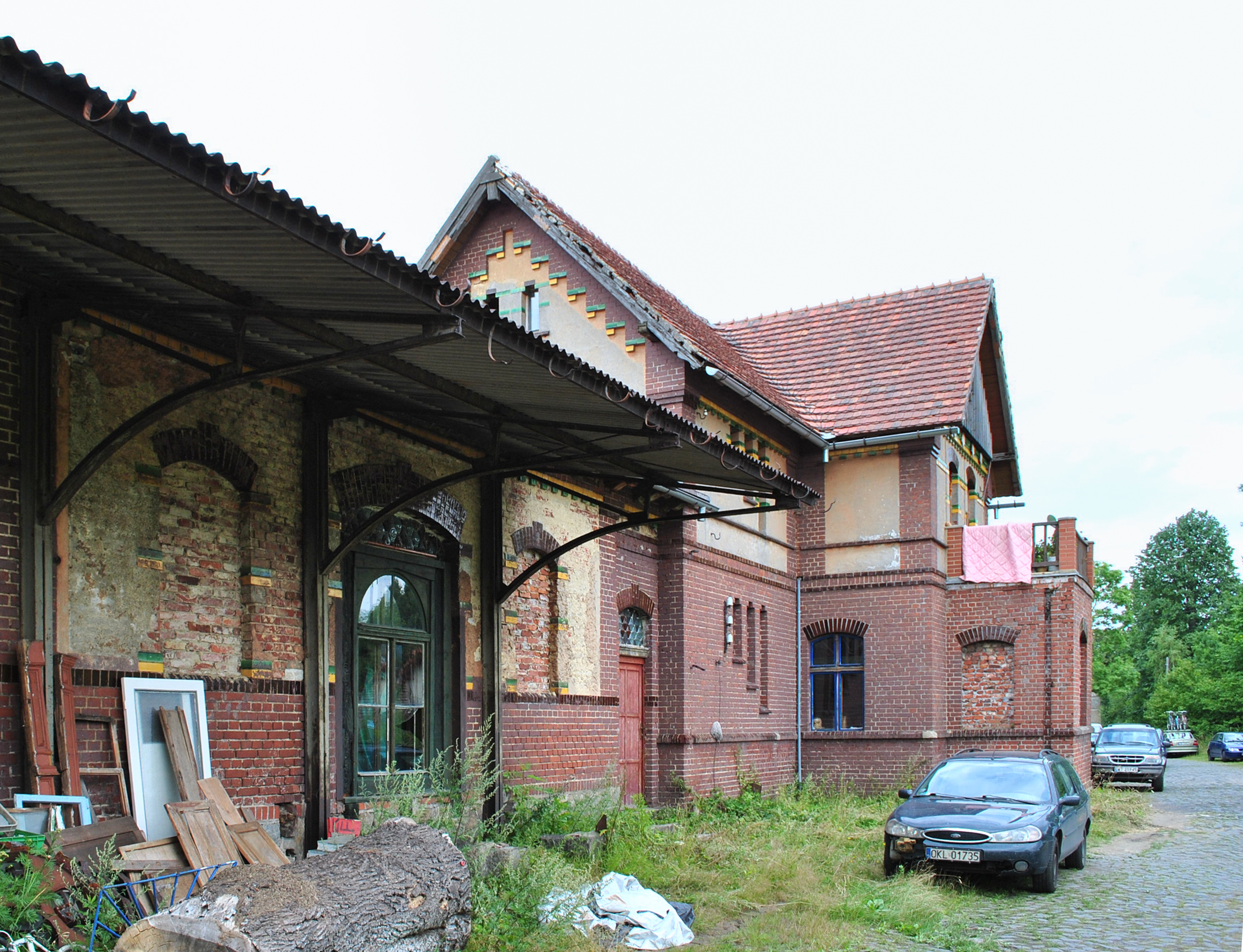
Stacja kolejowa Pobiedna (lipiec 2010)
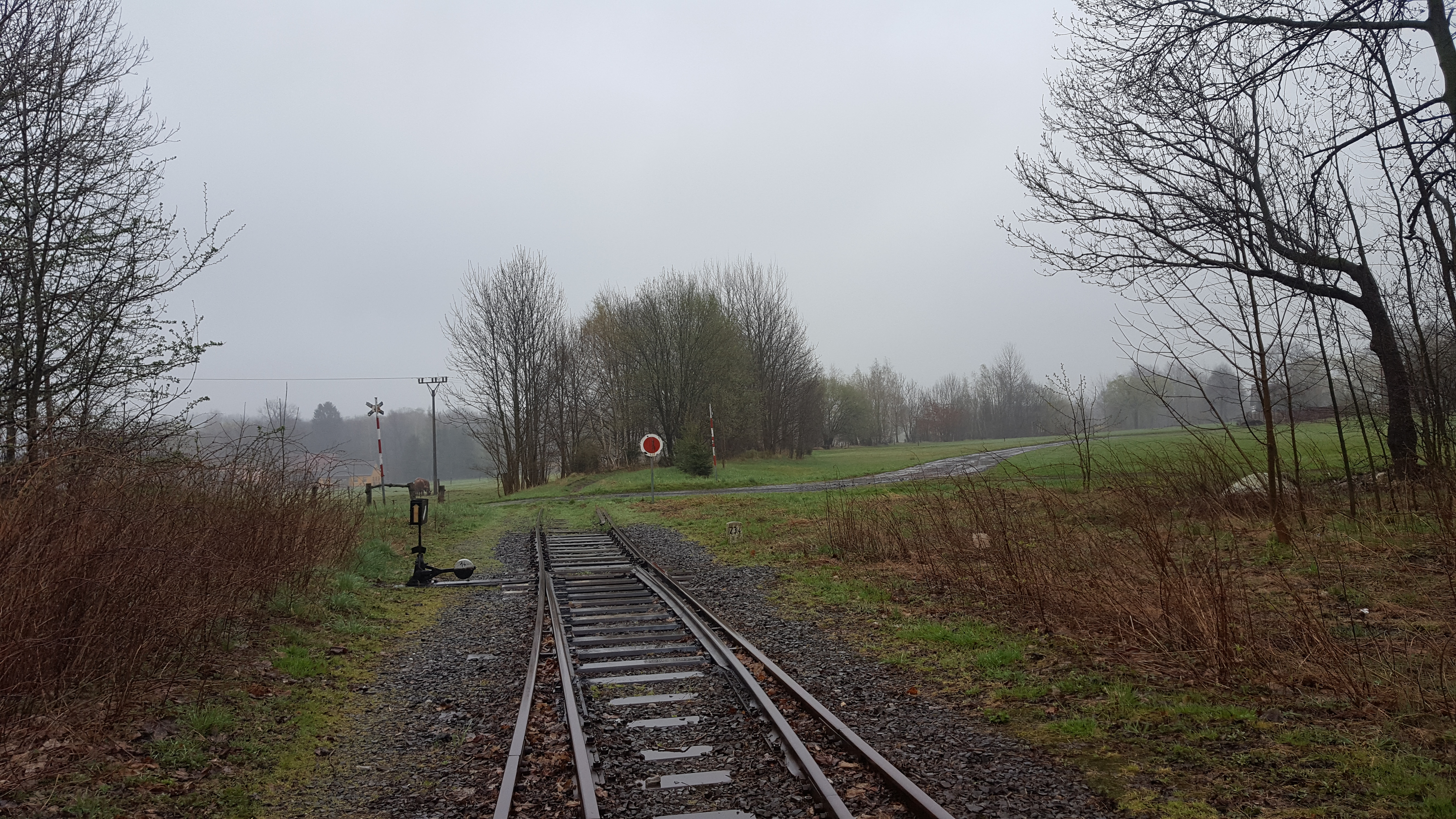
Jindřichovice pod Smrkem – koniec linii kolejowej, dalej rozebrane torowisko do Polski (maj 2014)